# Об'єднаний комітет з вакцинації та імунізації
Об'єднаний комітет з вакцинації та імунізації (англ. Joint Committee on Vaccination and Immunisation) — це незалежний консультативний комітетом експертів, який консультує міністерства охорони здоров'я Великої Британії щодо імунізації, роблячи рекомендації щодо графіків вакцинації та безпеки вакцини. Він має керівну роль в Англії та Уельсі, а міністерства охорони здоров'я Шотландії та Північної Ірландії можуть прийняти його поради.

## Історія
Комітет був створений у 1963 році, до того часу він був консультативною радою з імунізації проти поліомієліту. Комітет отримав статус Постійного консультативного комітету з вакцинації та імунізації, позавідомчого державного органу, який консультує державного секретаря соціальних служб і державного секретаря Уельсу при Національній службі охорони здоров'я (Постійний консультативний комітет комітетів) згідно наказу від 1981 року. Після передачі урядових повноважень Уельсу комітет з вакцинації та імунізації продовжує консультувати міністрів Уельсу. Для Англії Правила охорони здоров'я (вакцинації) 2009 року вимагають від державного секретаря охорони здоров'я виконання рекомендацій комітету щодо національних програм імунізації. Комітет не має офіційного статусу в Шотландії та Північній Ірландії, хоча парламент Шотландії приймає поради комітету, оскільки він не створив альтернативного органу. У 2015 році до парламенту Шотландії було подано петицію про відступ від рекомендацій Об'єднаного комітету з вакцинації та імунізації, оскільки заявник вважав, що голова комітету не дотримується принципів Нолана. Заявник зв'язався з Ніколою Стерджен, коли вона була міністром охорони здоров'я, і 9 років потому вирішив подати петицію як останній засіб щодо його пропозиції створити орган, «подібний, якщо не такий самий, як в Норвегії».
Після урядової ревізії державних органів, яка завершилася у 2012 році, Об'єднаний комітет з вакцинації та імунізації було відновлено як департаментський експертний комітет, хоча його статутний статус згідно з наказом 1981 року продовжує діяти.

## Роль та обов'язки
Об'єднаний комітет з вакцинації та імунізації несе відповідальність за надання високоякісних і зважених порад і рекомендацій міністрам охорони здоров'я Великої Британії. Це включає в себе надання порад щодо рекомендацій з питань як «звичайного» характеру, так і з будь-яких конкретних чи спеціальних питань, які можуть вимагати міністри. Формулюючи будь-які поради та рекомендації, Комітет повинен брати до уваги потребу в вакцинах і їх вплив, якість вакцин і стратегії, які гарантують, що їхня найбільша користь для громадського здоров'я може бути отримана від найбільш прийнятного використання вакцин.
Члени комітету зустрічаються та звітують як один комітет, зазвичай тричі на рік. Його рекомендації, прийняті державними секретарями, публікуються в «Імунізації проти інфекційних захворювань», яка зазвичай називається «Зеленою книгою», яка містить вказівки для клініцистів, а також іншими шляхами, якщо необхідно (наприклад, рекомендації головним медичним спеціалістам).

## Члени комітету
У червні 2018 року головою Об'єднаного комітету з вакцинації та імунізації був професор Ендрю Поллард з Оксфордської групи вакцин на кафедрі педіатрії Оксфордського університету.
Головою підкомітету з питань COVID-19 є Вей Шен Лім, консультант з пульмонології і почесний професор медицини групи лікарень Ноттінгемського університету.
Імена поточних членів та належність до них публікуються в Інтернеті, хоча рік призначення не зазначено. Відповідно до опублікованого кодексу практики, призначення зазвичай тривають 3 роки. Відповідно до Кодексу практики, виданого Комісаром з державних призначень, члени Комітету не можуть працювати більше 10 років.
Попередній голова, Ендрю Голл, був призначений Лицарем-бакалавром на день народження королеви у 2013 році.

## Відомі приклади діяльності

### Позиція щодо вакцини MMR (з 1988 року)
Об'єднаний комітет з вакцинації та імунізації «висловив занепокоєння» з приводу введення потрійних вакцин дітям з особистою або сімейною історією конвульсій, але в жовтні 1988 року вважав доцільним продовжити заплановане введення вакцини MMR, включаючи два продукти, що містять штам «Urabe». Після початку масової програми імунізації MMR у ряді країн з'явилися додаткові докази того, що цей штам був пов'язаний із вірусним менінгітом, і до 1990 року багато з них припинили випуск продуктів, що його містять. У листопаді 1992 застосування вакцини із цим штамом скасовано у Великій Британії після публікації фінансованого урядом дослідження, яке підтвердило високу захворюваність на транзиторний легкий менінгіт. З того часу урядові установи вжили заходів для запобігання імпорту окремих вакцин, що містять цей штам.
Наприкінці 2000 року Ендрю Вейкфілд опублікував у журналі «Adverse Drug Reactions and Toxicological Reviews» те, що, за його словами, викликало його занепокоєння, ґрунтуючись на його інтерпретації ранніх досліджень вакцини MMR, жодне з яких насправді не критикувало вакцину. Стаття була розглянута в січні 2001 року комітетом з вакцинації, який однозначно відкинув заяви Вейкфілда, а державні установи опублікували детальне спростування. У 2010 році Вейкфілда позбавили ліцензії Генеральною медичною радою за фальсифікацію результатів і недекларування фінансової зацікавленості в імпорті однокомпонентних вакцин.

### Позиція щодо тіомерсалу (2001 рік)
Як і у Сполучених Штатах Америки та багатьма іншими країнами, додаток на основі ртуті тіомерсал, який раніше вважався необхідним для багатодозових флаконів вакцин, зокрема АКДС, була в основному припинена. За даними комітету, було показано, що кількість ртуті в крові дітей, які отримували вакцини, що містять тіомерсал, була значно нижча за рівні, які можуть бути «пов'язані з будь-якими токсичними ефектами». Звіти, розглянуті комітетом, стверджували, що вплив ртуті під час програми імунізації Великої Британії був низьким. Однак у 2001 році комітет з вакцитації та імунізації схвалив рекомендації щодо видалення консерванту, заявивши: «хоча немає жодних доказів токсичності, як запобіжний захід тіомерсал з часом слід перестати застосовувати…».

### Вакцини проти COVID-19 (2020—2023)
Під час пандемії COVID-19 восени 2020 року комітет дав пораду нещодавно сформованій Робочій групі з питань вакцин щодо груп людей, які мають бути пріоритетними для вакцинації, враховуючи особливості стану їх здоров'я. Їхня порада була вдосконалена в грудні того ж року.
6 квітня 2021 року Меггі Вірмут з Об'єднаного комітету з вакцинації та імунізації заявила «як особисту думку», що проведення вакцинації слід уповільнити «серед молодих людей», щоб зберегти суспільну довіру та впевненість після того, як комітет обговорив занепокоєння щодо можливого зв'язку між вакциною Oxford–AstraZeneca та рідкісним тип тромбозу. Наступного дня на прес-конференції представник комітету заявив, що «вважає, що здоровим молодим людям віком від 18 до 29 років слід пропонувати вакцини Pfizer-BioNTech або Moderna замість вакцини AstraZeneca» через ризик утворення тромбів у синусах твердої мозкової оболони. Прес-конференцію проводив фактичний керівник комітету Вей Шен, який сказав, що «кожна країна має прийняти власне рішення на основі власного населення, масштабів пандемії, цінностей свого народу і кількість вакцин». Приймаючи рішення, комітет оцінив докази безпеки, отримані від MHRA та служби охорони здоров'я. Член комітету Адам Фінн сказав у ефірі «BBC Breakfast», що «імовірно, дози вакцини „Moderna“ можна було б зарезервувати для молодих людей… Ми бачимо, що надходить інша вакцина („Moderna“), і інші вакцини наближаються до ліцензування, і я знаю, що Сполучене Королівство уклало контракти на досить широкий спектр різних вакцин. З часом у нас буде набагато більше гнучкості щодо того, кому що можна пропонувати».
Оновлена рекомендація комітету була опублікована 13 квітня 2021 року, в якій зазначено, що «для дорослих віком від 18 до 29 років без хронічних захворювань, які дають підвищений ризик важкого перебігу COVID-19, краще пропонувати альтернативу вакцині AstraZeneca проти COVID-19, якщо вона є». 7 травня відповідний віковий діапазон було розширено до 18–39 років.
У лютому 2022 року комітет рекомендував ще одну бустерну дозу для найбільш уразливих осіб, яку слід вводити приблизно через 6 місяців після попередньої дози. Ті, хто мав право на це щеплення, відносились до 3 категорій: особи віком від 75 років, мешканці будинків для людей похилого віку, та особи з ослабленим імунітетом віком від 12 років.
Початкова рекомендація комітету щодо програми ревакцинації восени 2022 року (опублікована як проміжна порада в травні) включала всіх осіб віком від 65 років, окремих працівників і мешканців будинків догляду, а також людей у клінічних групах ризику віком від 16 років. У липні остаточні рекомендації комітету щодо осінньої програми були розширені, та включили осіб віком від 50 років, мешканців і персонал будинків для літніх людей, працівників охорони здоров'я та соціальної сфери, неоплачуваних опікунів, осіб віком від 5 до 49 років у групах клінічного ризику, та побутові контакти осіб віком від 5 до 49 років з імунодепресією. Удосконалення рекомендацій у серпні включало додавання першої схваленої двовалентної вакцини від «Moderna», хоча комітет виявив, що вона дасть лише незначно вищу імунну відповідь, і заявив, що своєчасність є важливішою, ніж тип вакцини. Друга двовалентна вакцина від Pfizer-BioNTech була пізніше восени 2022 року додана до рекомендацій для програми.
Для весняної програми 2023 року комітет рекомендував бустерні дози для осіб віком від 75 років, усіх мешканців будинків для людей похилого віку, та всіх осіб віком від 5 років із імунодепресією. Рекомендація щодо осіннього підвищення 2023 року встановила загальний віковий рубіж на рівні 65 років, і знову включала мешканців будинків по догляду та працівників охорони здоров'я і соціальної сфери. Нижні вікові межі були скориговані: 6 місяців для груп клінічного ризику, 12 місяців для побутових контактів людей з імуносупресією, та 16 місяців для опікунів та персоналу будинків по догляду.

#### Рекомендації для молодих осіб
Наприкінці липня 2021 року комітет порадив, що всі 16- та 17-річні підлітки мають отримати першу дозу вакцини Pfizer-BioNTech, а друга доза, як очікувалося, буде вводитися в майбутньому; цю пораду оприлюднив уряд 4 серпня 2021 року. Дві дози вже були доступні для певних груп ризику віком від 16 років. Особи віком від 12 до 15 років із певними хронічними захворюваннями вже мали право на дві дози однієї вакцини, і нова порада поширила це на дітей, які контактували з людьми з імунодепресією. У грудні 2021 року цю рекомендацію було поширено на деяких дітей групи ризику віком 5–11 років, а для всіх дітей віком 12–17 років було рекомендовано дві дози. У лютому 2022 року комітет порадив пропонувати дві дози вакцини Pfizer-BioNTech на «нетерміновій» основі батькам усіх 5–11-річних дітей.
Приблизно в липні 2021 року деякі медичні коментатори висловили стурбованість тим, що комітет не взяв до уваги всі ризики для дітей, особливо тривалий COVID, і зазначили, що інші країни, включаючи США, вже вакцинували всіх дітей віком від 12 років.